# Tahitian Badminton Federation
Die Tahitian Badminton Federation ist der Dachverband Tahitis für den Badmintonsport. Sitz des Verbandes ist Punaauia. 
Präsident des Verbandes ist Ollivier-Taaroa Heiana, Generalsekretär ist Jacquin Philippe.
Der Verband ist Mitglied der Badminton World Federation und von Badminton Oceania.

## Bedeutende Veranstaltungen, Turniere und Ligen
- Tahiti International
- Polynesische Meisterschaft